# Sack 2

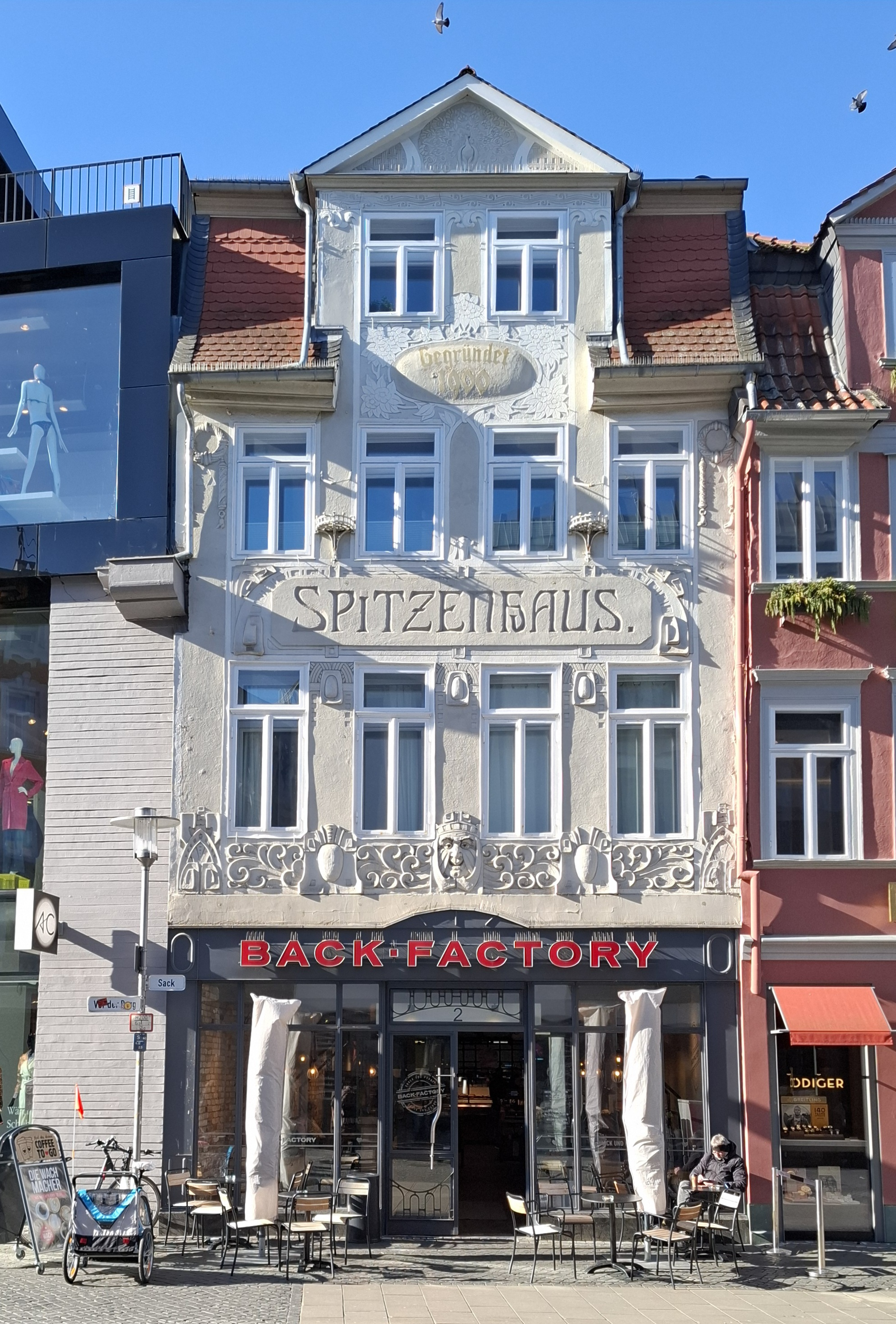
Totale 2025

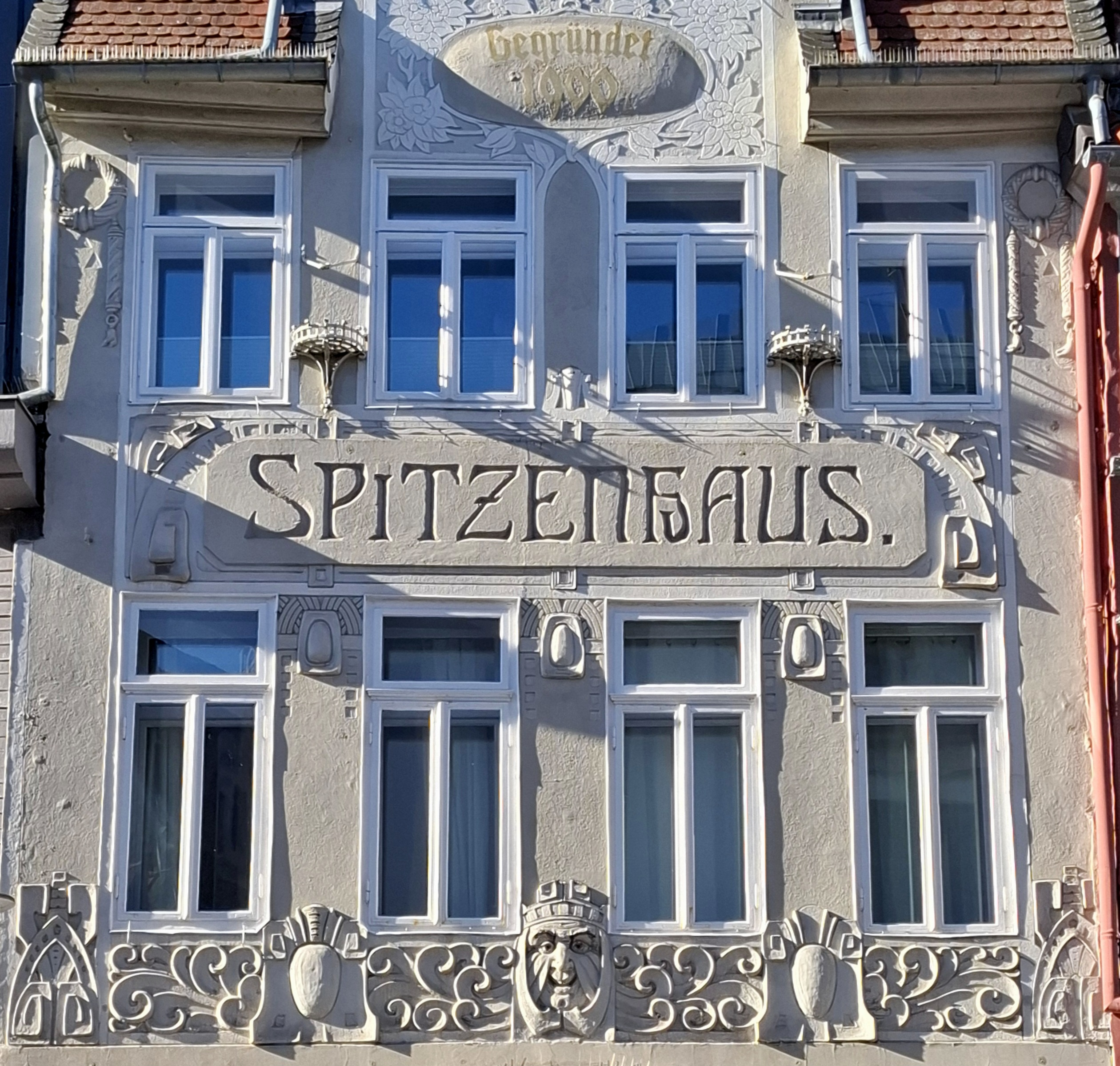
Ornamentik

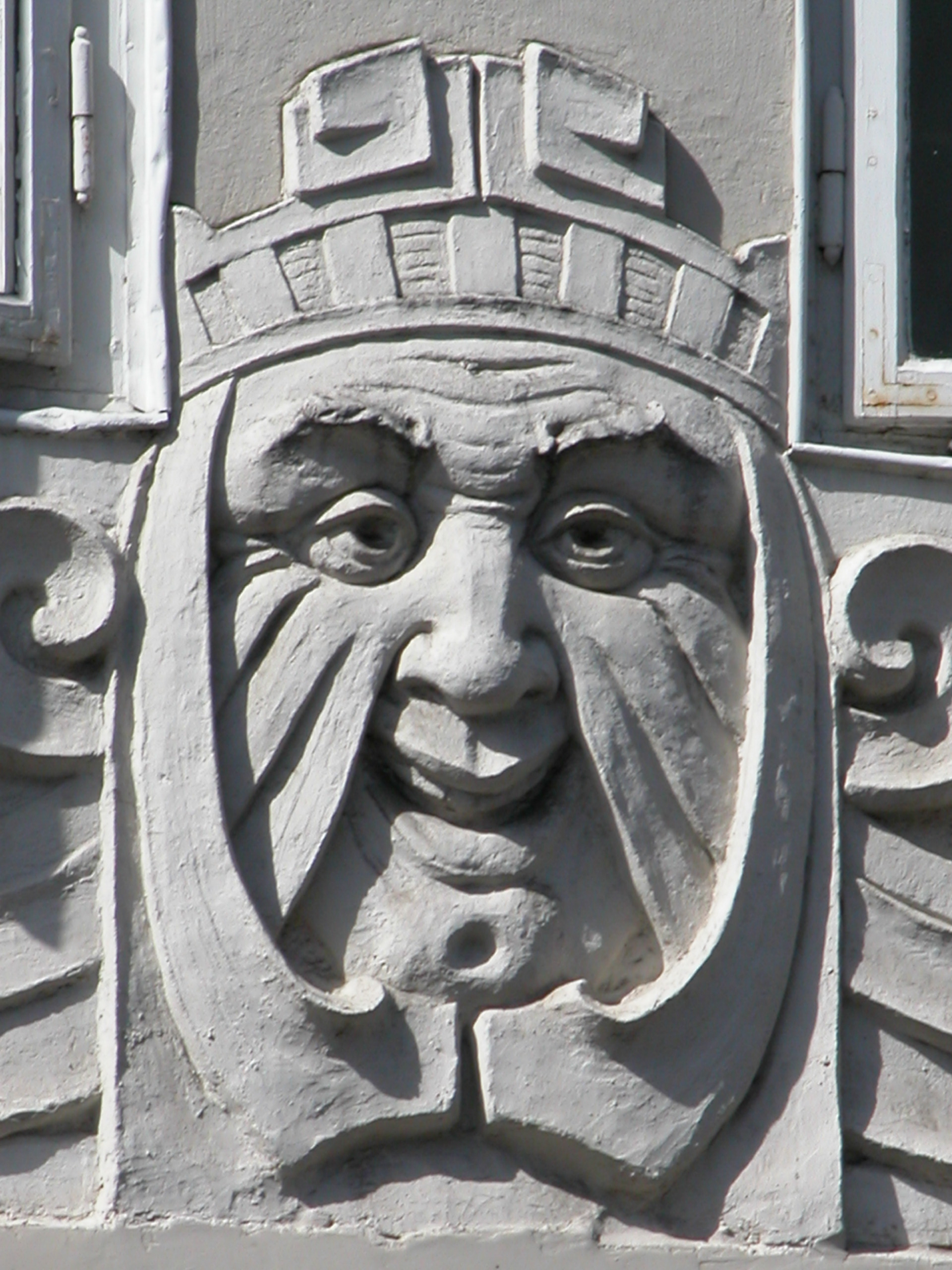
Das Gesicht

Das Haus Sack 2, auch „Spitzenhaus“ genannt, wurde 1756 nach Plänen des Hofbaumeisters Georg Christoph Sturm im historischen Weichbild Sack der Stadt Braunschweig erbaut und steht heute unter Denkmalschutz.

## Geschichte und Beschreibung
Georg Christoph Sturm war seit 1752 Hofbaumeister des Braunschweigischen Herzogs Karl I und plante bis zu seinem Tode 1763 in der Stadt 72 Bürgerhäuser. Unter anderem entwarf er die Pläne für den Bau zweier, neben einander liegender spätbarocker, verputzter Fachwerkhäuser, (Sack 2 und Sack 3). Beide Häuser sind auf schmalen, aneinandergrenzenden Grundstücken mit der Front nach Osten errichtet und bestehen in mehrfach veränderter Form noch heute.
Das Haus Nr. 2, mit der Assekuranznummer 2637, in der Straße Sack ist ein dreigeschossiges Bauwerk mit mittigem Zwerchhaus und Mansarddach. In die erste und zweite Etage sind jeweils vier Fenster eingelassen, in der dritten Etage nur zwei mittige.
Das ursprüngliche Wohnhaus wurde im Jahr 1900 im Erdgeschoss mit einem Ladengeschäft für Spitzenstoffe und ähnliches ausgestattet. Der Architekt war G. Löwe und der Bauherr der Geschäftsinhaber Georg Hoffmann.
Darüber hinaus wurde die Fassade dick verputzt, um plastische Ornamente besser hervortreten zu lassen. Diese Ornamente sind zum Teil dem Historismus, hauptsächlich aber dem Jugendstil entlehnt. So sind am Übergang vom Erdgeschoss zur ersten Etage florale und geometrische Verzierungen angebracht, im Zentrum ist ein markantes Gesicht zu sehen. Zwischen der ersten und der zweiten Etage ist ein großer Schriftzug fast über die ganze Gebäudebreite mit der Aufschrift „Spitzenhaus“ lesbar. Wegen dieser Aufschrift ist das Haus auch als „Spitzenhaus“ bekannt. 
Im Zentrum am Übergang von der zweiten zur, vom Zwerchhaus gebildeten, dritten Etage ist eine querovale Kartusche mit der zentrierten Aufschrift „Gegründet 1900“ in Gold angebracht. Im Giebel des Zwerchhauses schließlich ist ein radschlagender Pfau aufgebracht.
Das „Spitzenhaus“ ist eines der wenigen verbliebenen, vom Jugendstil geprägten Häuser in Braunschweig.